# Martin Erlić
Martin Erlić (Zadar, 24 januari 1998) is een Kroatisch voetballer die bij voorkeur als verdediger speelt. Hij verruilde Spezia Calcio in de zomer van 2021 voor US Sassuolo. Erlić debuteerde in 2022 in het Kroatisch voetbalelftal.

## Spelerscarrière
Erlić speelde in de jeugdopleidingen van de Kroatische topclubs Dinamo Zagreb en HNK Rijeka, maar verhuisde in 2014 naar Italië om bij Parma te spelen. Een jaar later werd hij door US Sassuolo gecontracteerd na het faillissement van Parma. Bij Sassuolo bleef hij in de jeugdelftallen spelen, totdat hij in 2017 ervaring mocht opdoen bij FC Südtirol in de Serie C. Na een seizoen met veel optredens in het eerste elftal mocht Erlić het laten zien bij Spezia Calcio bij Serie B. Door een blessure speelde hij echter maar een officieel duel in de beker voor de club. Desalniettemin werd hij op 15 juli 2019 definitief door Spezia overgenomen. Twee seizoenen later, in de zomer van 2021, werd Erlić door Sassuolo teruggekocht, maar direct weer verhuurd aan Spezia. In totaal speelde hij in vier seizoenen 80 competitieduels bij Spezia alvorens hij definitief de kans kreeg bij Sassuolo. 

## Interlandcarrière
Erlić speelde voor verschillende Kroatische jeugdelftallen. In juni 2022 werd hij door bondscoach Zlatko Dalić opgeroepen voor de UEFA Nations Leagueduels tegen Frankrijk, Denemarken en Oostenrijk. Hij maakte op 6 juni 2022 zijn debuut in de basis tegen Frankrijk. Erlić miste de bruiloft van zijn broer om voor het eerst bij de nationale ploeg te kunnen spelen. Op 9 november 2022 werd bekendgemaakt dat bondscoach Dalić Erlić had opgenomen in de definitieve selectie voor het WK 2022. Hij speelde in de voorbereiding op het toernooi wel in een vriendschappelijke interland tegen Saoedi-Arabië, maar kreeg op het WK, dat met een derde plaats werd afgesloten, geen minuten. Hij werd op 20 mei 2024 door Dalić opgenomen in de Kroatische selectie voor het EK 2024 in Duitsland. Kroatië werd in de groepsfase uitgeschakeld na een nederlaag tegen Spanje (3–0) en gelijke spelen tegen Albanië (2–2) en Italië (1–1). Erlić kwam niet in actie.
| Interlands van Martin Erlić voor Kroatië | Interlands van Martin Erlić voor Kroatië | Interlands van Martin Erlić voor Kroatië | Interlands van Martin Erlić voor Kroatië | Interlands van Martin Erlić voor Kroatië | Interlands van Martin Erlić voor Kroatië |
| No.                                      | Datum                                    | Wedstrijd                                | Uitslag                                  | Competitie                               | Bijz.                                    |
| Als speler van Spezia Calcio             | Als speler van Spezia Calcio             | Als speler van Spezia Calcio             | Als speler van Spezia Calcio             | Als speler van Spezia Calcio             | Als speler van Spezia Calcio             |
| ---------------------------------------- | ---------------------------------------- | ---------------------------------------- | ---------------------------------------- | ---------------------------------------- | ---------------------------------------- |
| 1                                        | 6 juni 2022                              | Kroatië – Frankrijk                      | 1 – 1                                    | UEFA Nations League 2022/23              |                                          |
| 2                                        | 10 juni 2022                             | Denemarken – Kroatië                     | 0 – 1                                    | UEFA Nations League 2022/23              |                                          |
| 3                                        | 13 juni 2022                             | Frankrijk – Kroatië                      | 0 – 1                                    | UEFA Nations League 2022/23              |                                          |
| Als speler van Sassuolo                  |                                          |                                          |                                          |                                          |                                          |
| 4                                        | 16 november 2022                         | Saoedi-Arabië – Kroatië                  | 0 – 1                                    | Vriendschappelijk                        |                                          |

## Erelijst
| Competitie          | #     | Jaren |
| ------------------- | ----- | ----- |
| Kroatië             |       |       |
| Wereldkampioenschap | Brons | 2022  |